# Saison 2004 de l'ATP
Cet article traite de la saison 2004 masculine. Pour la saison 2004 féminine, voir Saison 2004 de la WTA.
Pour un article plus général, voir 2004 en tennis.
Pour un article plus général, voir ATP World Tour.
Vainqueurs des tournois majeurs
Cet article rassemble les résultats des tournois de tennis masculin de la saison 2004. Celle-ci est constituée de 70 tournois répartis en plusieurs catégories :
- 64 organisés par l'ATP :
  - les Masters Series, au nombre de 9 ;
  - les International Series Gold, au nombre de 9 :
  - les International Series, au nombre de 44 ;
  - la Tennis Masters Cup qui réunit les huit meilleurs joueurs et paires au classement ATP Race en fin de saison ;
  - la World Team Cup (compétition par équipes).
- 6 organisés par l'ITF :
  - les 4 tournois du Grand Chelem ;
  - les Jeux Olympiques qui se déroulent à Athènes ;
  - la Coupe Davis (compétition par équipes).

La Hopman Cup est une compétition mixte (par équipes), elle est organisée par l'ITF.

## Nouveautés de la saison
Seuls quelques tournois International Series subissent des changements :
- Copenhague (dur (int.) ; en avril) disparaît et est remplacé par Pékin.
- Pékin (dur (ext.) ; en octobre) apparaît.
- Costa do Sauípe (dur (ext.) ; en octobre) se joue maintenant sur terre en extérieur au mois de février.
- Delray Beach (dur (ext.) ; en mars) se joue maintenant au mois d'octobre.
- Saint-Pétersbourg (dur (int.)) change de surface pour se jouer sur moquette en intérieur.

## Classements

### Évolution du top 10
| Rang | Nom                 | Points |
| ---- | ------------------- | ------ |
| 1    | Andy Roddick        | 4535   |
| 2    | Roger Federer       | 4375   |
| 3    | Juan Carlos Ferrero | 4205   |
| 4    | Andre Agassi        | 3425   |
| 5    | Guillermo Coria     | 3330   |
| 6    | Rainer Schüttler    | 3205   |
| 7    | Carlos Moyà         | 2280   |
| 8    | David Nalbandian    | 2060   |
| 9    | Mark Philippoussis  | 1615   |
| 10   | Sébastien Grosjean  | 1610   |

| Rang | Nom                        | Points |
| ---- | -------------------------- | ------ |
| 1    | Max Mirnyi                 | 4775   |
| 2    | Bob Bryan Mike Bryan       | 4510   |
| 4    | Mahesh Bhupathi            | 4390   |
| 5    | Todd Woodbridge            | 4220   |
| 6    | Jonas Björkman             | 4045   |
| 7    | Daniel Nestor Mark Knowles | 3950   |
| 9    | Fabrice Santoro            | 3595   |
| 10   | Paul Hanley                | 3555   |

| Rang | Nom             | Points           |      |
| ---- | --------------- | ---------------- | ---- |
| 1    | en augmentation | Roger Federer    | 6335 |
| 2    | en diminution   | Andy Roddick     | 3655 |
| 3    | en augmentation | Lleyton Hewitt   | 3590 |
| 4    | en augmentation | Marat Safin      | 3060 |
| 5    | en augmentation | Carlos Moyà      | 2520 |
| 6    | en augmentation | Tim Henman       | 2465 |
| 7    | en diminution   | Guillermo Coria  | 2400 |
| 8    | en diminution   | Andre Agassi     | 2100 |
| 9    | en diminution   | David Nalbandian | 1945 |
| 10   | en augmentation | Gastón Gaudio    | 1920 |

| Rang | Nom             | Points          |      |
| ---- | --------------- | --------------- | ---- |
| 1    | en augmentation | Daniel Nestor   | 4630 |
| 1    | en augmentation | Mark Knowles    | 4630 |
| 3    | en augmentation | Jonas Björkman  | 4490 |
| 4    | en diminution   | Bob Bryan       | 3925 |
| 4    | en diminution   | Mike Bryan      | 3925 |
| 6    | en diminution   | Todd Woodbridge | 3885 |
| 7    | en diminution   | Mahesh Bhupathi | 3625 |
| 8    | en augmentation | Wayne Black     | 3245 |
| 8    | en augmentation | Kevin Ullyett   | 3245 |
| 10   | en diminution   | Max Mirnyi      | 3185 |

### Statistiques du top 20
| N° | Joueur             | Pays | Points | Évolution |
| -- | ------------------ | ---- | ------ | --------- |
| 1  | Roger Federer      |      | 6335   | +1        |
| 2  | Andy Roddick       |      | 3655   | −1        |
| 3  | Lleyton Hewitt     |      | 3590   | +14       |
| 4  | Marat Safin        |      | 3060   | +73       |
| 5  | Carlos Moyà        |      | 2520   | +2        |
| 6  | Tim Henman         |      | 2465   | +9        |
| 7  | Guillermo Coria    |      | 2400   | −2        |
| 8  | Andre Agassi       |      | 2100   | −4        |
| 9  | David Nalbandian   |      | 1945   | −1        |
| 10 | Gastón Gaudio      |      | 1920   | +24       |
| 11 | Joachim Johansson  |      | 1595   | +84       |
| 12 | Guillermo Cañas    |      | 1595   | +260      |
| 13 | Tommy Robredo      |      | 1465   | +8        |
| 14 | Dominik Hrbatý     |      | 1380   | +47       |
| 15 | Sébastien Grosjean |      | 1370   | −5        |
| 16 | Mikhail Youzhny    |      | 1340   | +27       |
| 17 | Tommy Haas         |      | 1330   |           |
| 18 | Andrei Pavel       |      | 1325   | +51       |
| 19 | Nicolás Massú      |      | 1320   | −7        |
| 20 | Vincent Spadea     |      | 1285   | +9        |

## Palmarès
| Épreuve          | Or                              | Argent                          | Bronze                    | 4e place                     |
| Simple messieurs | Nicolás Massú                   | Mardy Fish                      | Fernando González         | Taylor Dent                  |
| Double messieurs | Fernando González Nicolás Massú | Nicolas Kiefer Rainer Schüttler | Mario Ančić Ivan Ljubičić | Mahesh Bhupathi Leander Paes |

| Catégorie                 |
| ------------------------- |
| Grand Chelem              |
| Tennis Masters Cup        |
| Masters Series            |
| International Series Gold |
| International Series      |

### Simple
| No | Date       | Nom et lieu du tournoi                                      | Catégorie      | Dotation    | Surface         | Vainqueur           | Finaliste           | Score                   | [ 1 ]   |
| -- | ---------- | ----------------------------------------------------------- | -------------- | ----------- | --------------- | ------------------- | ------------------- | ----------------------- | ------- |
| 1  | 05/01/2004 | AAPT Championships, Adélaïde                                | Int' Series    | 355 000 $   | Dur (ext.)      | Dominik Hrbatý      | Michaël Llodra      | 6-4, 6-0                | Tableau |
| 2  | 05/01/2004 | Chennai Open, Chennai                                       | Int' Series    | 355 000 $   | Dur (ext.)      | Carlos Moyà         | Paradorn Srichaphan | 6-4, 3-6, 7-65          | Tableau |
| 3  | 05/01/2004 | Qatar ExxonMobil Open, Doha                                 | Int' Series    | 975 000 $   | Dur (ext.)      | Nicolas Escudé      | Ivan Ljubičić       | 6-3, 7-64               | Tableau |
| 4  | 12/01/2004 | Heineken Open, Auckland                                     | Int' Series    | 379 000 $   | Dur (ext.)      | Dominik Hrbatý      | Rafael Nadal        | 4-6, 6-2, 7-5           | Tableau |
| 5  | 12/01/2004 | Adidas International, Sydney                                | Int' Series    | 355 000 $   | Dur (ext.)      | Lleyton Hewitt      | Carlos Moyà         | 4-3, ab.                | Tableau |
| 6  | 19/01/2004 | Australian Open, Melbourne                                  | G. Chelem      | 6 736 438 $ | Dur (ext.)      | Roger Federer       | Marat Safin         | 7-63, 6-4, 6-3          | Tableau |
| 7  | 09/02/2004 | Siebel Open, San José                                       | Int' Series    | 355 000 $   | Dur (int.)      | Andy Roddick        | Mardy Fish          | 7-613, 6-4              | Tableau |
| 8  | 09/02/2004 | BellSouth Open by Rosen, Viña del Mar                       | Int' Series    | 308 000 $   | Terre (ext.)    | Fernando González   | Gustavo Kuerten     | 7-5, 6-4                | Tableau |
| 9  | 09/02/2004 | Indesit ATP Milan Indoor, Milan                             | Int' Series    | 355 000 $   | Moquette (int.) | Antony Dupuis       | Mario Ančić         | 6-4, 612-7, 7-65        | Tableau |
| 10 | 16/02/2004 | ATP Buenos Aires, Buenos Aires                              | Int' Series    | 355 000 $   | Terre (ext.)    | Guillermo Coria     | Carlos Moyà         | 6-4, 6-1                | Tableau |
| 11 | 16/02/2004 | Kroger St. Jude, Memphis                                    | Series Gold    | 665 000 $   | Dur (int.)      | Joachim Johansson   | Nicolas Kiefer      | 7-65, 6-3               | Tableau |
| 12 | 16/02/2004 | ABN AMRO World Tennis Tournament, Rotterdam                 | Series Gold    | 805 505 $   | Dur (int.)      | Lleyton Hewitt      | Juan Carlos Ferrero | 61-7, 7-5, 6-4          | Tableau |
| 13 | 23/02/2004 | Open 13, Marseille                                          | Int' Series    | 600 000 $   | Dur (int.)      | Dominik Hrbatý      | Robin Söderling     | 4-6, 6-4, 6-4           | Tableau |
| 14 | 23/02/2004 | Brasil Open, Costa do Sauípe                                | Int' Series    | 355 000 $   | Terre (ext.)    | Gustavo Kuerten     | Agustín Calleri     | 3-6, 6-2, 6-3           | Tableau |
| 15 | 01/03/2004 | Abierto Mexicano de Tenis Telefónica Movistar, Acapulco     | Series Gold    | 627 000 $   | Terre (ext.)    | Carlos Moyà         | Fernando Verdasco   | 6-3, 6-0                | Tableau |
| 16 | 01/03/2004 | The Dubai Tennis Championships, Dubaï                       | Series Gold    | 975 000 $   | Dur (ext.)      | Roger Federer       | Feliciano López     | 4-6, 6-1, 6-2           | Tableau |
| 17 | 01/03/2004 | Franklin Templeton Tennis Classic, Scottsdale               | Int' Series    | 355 000 $   | Dur (ext.)      | Vincent Spadea      | Nicolas Kiefer      | 7-5, 65-7, 6-3          | Tableau |
| 18 | 08/03/2004 | Pacific Life Open, Indian Wells                             | Masters Series | 2 529 000 $ | Dur (ext.)      | Roger Federer       | Tim Henman          | 6-3, 6-3                | Tableau |
| 19 | 22/03/2004 | NASDAQ-100 Open, Miami                                      | Masters Series | 3 200 000 $ | Dur (ext.)      | Andy Roddick        | Guillermo Coria     | 62-7, 6-3, 6-1, ab.     | Tableau |
| 20 | 12/04/2004 | Estoril Open, Estoril                                       | Int' Series    | 500 000 $   | Terre (ext.)    | Juan Ignacio Chela  | Marat Safin         | 62-7, 6-3, 6-3          | Tableau |
| 21 | 12/04/2004 | US Men's Clay Court Championship, Houston                   | Int' Series    | 355 000 $   | Terre (ext.)    | Tommy Haas          | Andy Roddick        | 6-3, 6-4                | Tableau |
| 22 | 12/04/2004 | Open de Tenis Comunidad Valenciana, Valence                 | Int' Series    | 375 000 $   | Terre (ext.)    | Fernando Verdasco   | Albert Montañés     | 7-65, 6-3               | Tableau |
| 23 | 19/04/2004 | Tennis Masters Monte-Carlo, Monte-Carlo                     | Masters Series | 2 200 000 $ | Terre (ext.)    | Guillermo Coria     | Rainer Schüttler    | 6-2, 6-1, 6-3           | Tableau |
| 24 | 26/04/2004 | Open Seat Godó, Barcelone                                   | Series Gold    | 1 000 000 $ | Terre (ext.)    | Tommy Robredo       | Gastón Gaudio       | 6-3, 4-6, 6-2, 3-6, 6-3 | Tableau |
| 25 | 26/04/2004 | BMW Open by Crédit suisse, Munich                           | Int' Series    | 355 000 $   | Terre (ext.)    | Nikolay Davydenko   | Martin Verkerk      | 6-4, 7-5                | Tableau |
| 26 | 03/05/2004 | Telecom Italia Masters, Rome                                | Masters Series | 2 200 000 $ | Terre (ext.)    | Carlos Moyà         | David Nalbandian    | 6-3, 6-3, 6-1           | Tableau |
| 27 | 10/05/2004 | Masters Series Hamburg, Hambourg                            | Masters Series | 2 200 000 $ | Terre (ext.)    | Roger Federer       | Guillermo Coria     | 4-6, 6-4, 6-2, 6-3      | Tableau |
| 28 | 17/05/2004 | Grand-Prix Hassan II, Casablanca                            | Int' Series    | 355 000 $   | Terre (ext.)    | Santiago Ventura    | Dominik Hrbatý      | 6-3, 1-6, 6-4           | Tableau |
| 29 | 17/05/2004 | International Raiffeisen Grand Prix, Sankt Pölten           | Int' Series    | 355 000 $   | Terre (ext.)    | Filippo Volandri    | Xavier Malisse      | 6-1, 6-4                | Tableau |
| 30 | 24/05/2004 | Roland-Garros, Paris                                        | G. Chelem      | 7 462 318 $ | Terre (ext.)    | Gastón Gaudio       | Guillermo Coria     | 0-6, 3-6, 6-4, 6-1, 8-6 | Tableau |
| 31 | 07/06/2004 | Gerry Weber Open, Halle (Westf.)                            | Int' Series    | 767 000 $   | Gazon (ext.)    | Roger Federer       | Mardy Fish          | 6-0, 6-3                | Tableau |
| 32 | 07/06/2004 | The Stella Artois Championships, Londres                    | Int' Series    | 767 000 $   | Gazon (ext.)    | Andy Roddick        | Sébastien Grosjean  | 7-64, 6-4               | Tableau |
| 33 | 14/06/2004 | Ordina Open, Bois-le-Duc                                    | Int' Series    | 355 000 $   | Gazon (ext.)    | Michaël Llodra      | Guillermo Coria     | 6-3, 6-4                | Tableau |
| 34 | 14/06/2004 | Nottingham Open by The Sunday Telegraph, Nottingham         | Int' Series    | 355 000 $   | Gazon (ext.)    | Paradorn Srichaphan | Thomas Johansson    | 1-6, 7-64, 6-3          | Tableau |
| 35 | 21/06/2004 | The Championships, Wimbledon                                | G. Chelem      | 8 328 704 $ | Gazon (ext.)    | Roger Federer       | Andy Roddick        | 4-6, 7-5, 7-63, 6-4     | Tableau |
| 36 | 05/07/2004 | Synsam Swedish Open, Båstad                                 | Int' Series    | 355 000 $   | Terre (ext.)    | Mariano Zabaleta    | Gastón Gaudio       | 6-1, 4-6, 7-64          | Tableau |
| 37 | 05/07/2004 | Allianz Suisse Open, Gstaad                                 | Int' Series    | 525 000 $   | Terre (ext.)    | Roger Federer       | Igor Andreev        | 6-2, 6-3, 5-7, 6-3      | Tableau |
| 38 | 05/07/2004 | Campbell’s Hall of Fame Tennis Championships, Newport (RI)  | Int' Series    | 355 000 $   | Gazon (ext.)    | Greg Rusedski       | Alexander Popp      | 7-65, 7-62              | Tableau |
| 39 | 12/07/2004 | The Priority Telecom Open, Amersfoort                       | Int' Series    | 355 000 $   | Terre (ext.)    | Martin Verkerk      | Fernando González   | 7-65, 4-6, 6-4          | Tableau |
| 40 | 12/07/2004 | Mercedes-Benz Cup, Los Angeles                              | Int' Series    | 355 000 $   | Dur (ext.)      | Tommy Haas          | Nicolas Kiefer      | 7-66, 6-4               | Tableau |
| 41 | 12/07/2004 | Mercedes Cup, Stuttgart                                     | Series Gold    | 590 000 $   | Terre (ext.)    | Guillermo Cañas     | Gastón Gaudio       | 5-7, 6-2, 6-0, 1-6, 6-3 | Tableau |
| 42 | 19/07/2004 | RCA Championships, Indianapolis                             | Int' Series    | 575 000 $   | Dur (ext.)      | Andy Roddick        | Nicolas Kiefer      | 6-2, 6-3                | Tableau |
| 43 | 19/07/2004 | Generali Open, Kitzbühel                                    | Series Gold    | 782 828 $   | Terre (ext.)    | Nicolás Massú       | Gastón Gaudio       | 7-63, 6-4               | Tableau |
| 44 | 19/07/2004 | Croatia Open, Umag                                          | Int' Series    | 375 000 $   | Terre (ext.)    | Guillermo Cañas     | Filippo Volandri    | 7-5, 6-3                | Tableau |
| 45 | 26/08/2004 | Canada Tennis Masters Series, Toronto                       | Masters Series | 2 564 000 $ | Dur (ext.)      | Roger Federer       | Andy Roddick        | 7-5, 6-3                | Tableau |
| 46 | 02/08/2004 | Western & Southern Financial Group Masters, Cincinnati      | Masters Series | 2 200 000 $ | Dur (ext.)      | Andre Agassi        | Lleyton Hewitt      | 6-3, 3-6, 6-2           | Tableau |
| 47 | 09/08/2004 | Idea Prokom Open, Sopot                                     | Int' Series    | 475 000 $   | Terre (ext.)    | Rafael Nadal        | José Acasuso        | 6-3, 6-4                | Tableau |
| 48 | 16/08/2004 | Jeux olympiques, Athènes                                    | J. olympiques  | NC $        | Dur (ext.)      | Nicolás Massú       | Mardy Fish          | 6-3, 3-6, 2-6, 6-3, 6-4 | Tableau |
| 49 | 16/08/2004 | Legg Mason Tennis Classic, Washington                       | Int' Series    | 475 000 $   | Dur (ext.)      | Lleyton Hewitt      | Gilles Müller       | 6-3, 6-4                | Tableau |
| 50 | 23/08/2004 | TD Waterhouse Cup, Long Island                              | Int' Series    | 355 000 $   | Dur (ext.)      | Lleyton Hewitt      | Luis Horna          | 6-3, 6-1                | Tableau |
| 51 | 30/08/2004 | US Open, Flushing Meadows                                   | G. Chelem      | 7 696 000 $ | Dur (ext.)      | Roger Federer       | Lleyton Hewitt      | 6-0, 7-63, 6-0          | Tableau |
| 52 | 13/09/2004 | China Open, Pékin                                           | Int' Series    | 475 000 $   | Dur (ext.)      | Marat Safin         | Mikhail Youzhny     | 7-64, 7-5               | Tableau |
| 53 | 13/09/2004 | BCR Open Romania, Bucarest                                  | Int' Series    | 355 000 $   | Terre (ext.)    | José Acasuso        | Igor Andreev        | 6-3, 6-0                | Tableau |
| 54 | 13/09/2004 | Millennium International Tennis Championships, Delray Beach | Int' Series    | 355 000 $   | Dur (ext.)      | Ricardo Mello       | Vincent Spadea      | 7-62, 6-3               | Tableau |
| 55 | 27/09/2004 | Thailand Open, Bangkok                                      | Int' Series    | 525 000 $   | Dur (int.)      | Roger Federer       | Andy Roddick        | 6-4, 6-0                | Tableau |
| 56 | 27/09/2004 | Campionati Internazionali di Sicilia, Palerme               | Int' Series    | 355 000 $   | Terre (ext.)    | Tomáš Berdych       | Filippo Volandri    | 6-3, 6-3                | Tableau |
| 57 | 27/09/2004 | Heineken Open, Shanghai                                     | Int' Series    | 355 000 $   | Dur (ext.)      | Guillermo Cañas     | Lars Burgsmüller    | 6-1, 6-0                | Tableau |
| 58 | 04/10/2004 | Grand Prix de tennis de Lyon, Lyon                          | Int' Series    | 767 000 $   | Moquette (int.) | Robin Söderling     | Xavier Malisse      | 6-2, 3-6, 6-4           | Tableau |
| 59 | 04/10/2004 | AIG Japan Open Tennis Championships, Tokyo                  | Series Gold    | 665 000 $   | Dur (ext.)      | Jiří Novák          | Taylor Dent         | 5-7, 6-1, 6-3           | Tableau |
| 60 | 11/10/2004 | Open de Moselle, Metz                                       | Int' Series    | 355 000 $   | Dur (int.)      | Jérôme Haehnel      | Richard Gasquet     | 7-69, 6-4               | Tableau |
| 61 | 11/10/2004 | Kremlin Cup, Moscou                                         | Int' Series    | 975 000 $   | Moquette (int.) | Nikolay Davydenko   | Greg Rusedski       | 3-6, 6-3, 7-5           | Tableau |
| 62 | 11/10/2004 | BA-CA Tennis Trophy, Vienne                                 | Series Gold    | 658 000 $   | Dur (int.)      | Feliciano López     | Guillermo Cañas     | 6-4, 1-6, 7-5, 3-6, 7-5 | Tableau |
| 63 | 18/10/2004 | Masters Series Madrid, Madrid                               | Masters Series | 2 200 000 $ | Dur (int.)      | Marat Safin         | David Nalbandian    | 6-2, 6-4, 6-3           | Tableau |
| 64 | 25/10/2004 | Davidoff Swiss Indoors Basel, Bâle                          | Int' Series    | 975 000 $   | Moquette (int.) | Jiří Novák          | David Nalbandian    | 5-7, 6-3, 6-4, 1-6, 6-2 | Tableau |
| 65 | 25/10/2004 | St. Petersburg Open, Saint-Pétersbourg                      | Int' Series    | 975 000 $   | Moquette (int.) | Mikhail Youzhny     | Karol Beck          | 6-2, 6-2                | Tableau |
| 66 | 25/10/2004 | If Stockholm Open, Stockholm                                | Int' Series    | 625 000 $   | Dur (int.)      | Thomas Johansson    | Andre Agassi        | 3-6, 6-3, 7-64          | Tableau |
| 67 | 01/11/2004 | BNP Paribas Masters, Paris                                  | Masters Series | 2 200 000 $ | Moquette (int.) | Marat Safin         | Radek Štěpánek      | 6-3, 7-65, 6-3          | Tableau |
| 68 | 15/11/2004 | Tennis Masters Cup, Houston                                 | Masters        | 3 700 000 $ | Dur (ext.)      | Roger Federer       | Lleyton Hewitt      | 6-3, 6-2                | Tableau |

### Double
| No | Date       | Nom et lieu du tournoi                                     | Catégorie      | Dotation    | Surface         | Vainqueurs                           | Finalistes                           | Score                    | [ 1 ]   |
| -- | ---------- | ---------------------------------------------------------- | -------------- | ----------- | --------------- | ------------------------------------ | ------------------------------------ | ------------------------ | ------- |
| 1  | 05/01/2004 | AAPT Championships Adélaïde                                | Int' Series    | 355 000 $   | Dur (ext.)      | Bob Bryan Mike Bryan                 | Arnaud Clément Michaël Llodra        | 7-5, 6-3                 | Tableau |
| 2  | 05/01/2004 | Chennai Open Chennai                                       | Int' Series    | 355 000 $   | Dur (ext.)      | Rafael Nadal Tommy Robredo           | Jonathan Erlich Andy Ram             | 7-63, 4-6, 6-3           | Tableau |
| 3  | 05/01/2004 | Qatar ExxonMobil Open Doha                                 | Int' Series    | 975 000 $   | Dur (ext.)      | Martin Damm Cyril Suk                | Stefan Koubek Andy Roddick           | 6-2, 6-4                 | Tableau |
| 4  | 12/01/2004 | Heineken Open Auckland                                     | Int' Series    | 379 000 $   | Dur (ext.)      | Mahesh Bhupathi Fabrice Santoro      | Jiří Novák Radek Štěpánek            | 4-6, 7-5, 6-3            | Tableau |
| 5  | 12/01/2004 | Adidas International Sydney                                | Int' Series    | 355 000 $   | Dur (ext.)      | Jonas Björkman Todd Woodbridge       | Bob Bryan Mike Bryan                 | 7-63, 7-5                | Tableau |
| 6  | 19/01/2004 | Australian Open Melbourne                                  | G. Chelem      | 6 736 438 $ | Dur (ext.)      | Fabrice Santoro Michaël Llodra       | Bob Bryan Mike Bryan                 | 7-64, 6-3                | Tableau |
| 7  | 09/02/2004 | Siebel Open San José                                       | Int' Series    | 355 000 $   | Dur (int.)      | James Blake Mardy Fish               | Rick Leach Brian MacPhie             | 6-2, 7-5                 | Tableau |
| 8  | 09/02/2004 | BellSouth Open by Rosen Viña del Mar                       | Int' Series    | 308 000 $   | Terre (ext.)    | Juan Ignacio Chela Gastón Gaudio     | Nicolás Lapentti Martín Rodríguez    | 7-62, 7-63               | Tableau |
| 9  | 09/02/2004 | Indesit ATP Milan Indoor Milan                             | Int' Series    | 355 000 $   | Moquette (int.) | Jared Palmer Pavel Vízner            | Daniele Bracciali Giorgio Galimberti | 6-4, 6-4                 | Tableau |
| 10 | 16/02/2004 | ATP Buenos Aires Buenos Aires                              | Int' Series    | 355 000 $   | Terre (ext.)    | Lucas Arnold Ker Mariano Hood        | Federico Browne Diego Veronelli      | 7-5, 62-7, 6-4           | Tableau |
| 11 | 16/02/2004 | Kroger St. Jude Memphis                                    | Series Gold    | 665 000 $   | Dur (int.)      | Bob Bryan Mike Bryan                 | Jeff Coetzee Chris Haggard           | 6-3, 6-4                 | Tableau |
| 12 | 16/02/2004 | ABN AMRO World Tennis Tournament Rotterdam                 | Series Gold    | 805 505 $   | Dur (int.)      | Paul Hanley Radek Štěpánek           | Jonathan Erlich Andy Ram             | 5-7, 7-65, 7-5           | Tableau |
| 13 | 23/02/2004 | Open 13 Marseille                                          | Int' Series    | 600 000 $   | Dur (int.)      | Mark Knowles Daniel Nestor           | Martin Damm Cyril Suk                | 7-5, 6-3                 | Tableau |
| 14 | 23/02/2004 | Brasil Open Costa do Sauípe                                | Int' Series    | 355 000 $   | Terre (ext.)    | Mariusz Fyrstenberg Marcin Matkowski | Tomas Behrend Leoš Friedl            | 6-2, 6-2                 | Tableau |
| 15 | 01/03/2004 | Abierto Mexicano de Tenis Telefónica Movistar Acapulco     | Series Gold    | 627 000 $   | Terre (ext.)    | Bob Bryan Mike Bryan                 | Juan Ignacio Chela Nicolás Massú     | 6-2, 6-3                 | Tableau |
| 16 | 01/03/2004 | The Dubai Tennis Championships Dubaï                       | Series Gold    | 975 000 $   | Dur (ext.)      | Mahesh Bhupathi Fabrice Santoro      | Jonas Björkman Leander Paes          | 6-2, 4-6, 6-4            | Tableau |
| 17 | 01/03/2004 | Franklin Templeton Tennis Classic Scottsdale               | Int' Series    | 355 000 $   | Dur (ext.)      | Rick Leach Brian MacPhie             | Jeff Coetzee Chris Haggard           | 6-3, 6-1                 | Tableau |
| 18 | 08/03/2004 | Pacific Life Open Indian Wells                             | Masters Series | 2 529 000 $ | Dur (ext.)      | Arnaud Clément Sébastien Grosjean    | Wayne Black Kevin Ullyett            | 6-3, 4-6, 7-5            | Tableau |
| 19 | 22/03/2004 | NASDAQ-100 Open Miami                                      | Masters Series | 3 200 000 $ | Dur (ext.)      | Wayne Black Kevin Ullyett            | Todd Woodbridge Jonas Björkman       | 6-2, 7-612               | Tableau |
| 20 | 12/04/2004 | Estoril Open Estoril                                       | Int' Series    | 500 000 $   | Terre (ext.)    | Juan Ignacio Chela Gastón Gaudio     | František Čermák Leoš Friedl         | 6-2, 6-1                 | Tableau |
| 21 | 12/04/2004 | US Men's Clay Court Championship Houston                   | Int' Series    | 355 000 $   | Terre (ext.)    | James Blake Mardy Fish               | Rick Leach Brian MacPhie             | 6-3, 6-4                 | Tableau |
| 22 | 12/04/2004 | Open de Tenis Comunidad Valenciana Valence                 | Int' Series    | 375 000 $   | Terre (ext.)    | Gastón Etlis Martín Rodríguez        | Feliciano López Marc López           | 7-5, 7-65                | Tableau |
| 23 | 19/04/2004 | Tennis Masters Monte-Carlo Monte-Carlo                     | Masters Series | 2 200 000 $ | Terre (ext.)    | Tim Henman Nenad Zimonjić            | Gastón Etlis Martín Rodríguez        | 7-5, 6-2                 | Tableau |
| 24 | 26/04/2004 | Open Seat Godó Barcelone                                   | Series Gold    | 1 000 000 $ | Terre (ext.)    | Mark Knowles Daniel Nestor           | Mariano Hood Sebastián Prieto        | 4-6, 6-3, 6-4            | Tableau |
| 25 | 26/04/2004 | BMW Open by Crédit suisse Munich                           | Int' Series    | 355 000 $   | Terre (ext.)    | James Blake Mark Merklein            | Julian Knowle Nenad Zimonjić         | 6-2, 6-4                 | Tableau |
| 26 | 03/05/2004 | Telecom Italia Masters Rome                                | Masters Series | 2 200 000 $ | Terre (ext.)    | Mahesh Bhupathi Max Mirnyi           | Wayne Arthurs Paul Hanley            | 2-6, 6-3, 6-4            | Tableau |
| 27 | 10/05/2004 | Masters Series Hamburg Hambourg                            | Masters Series | 2 200 000 $ | Terre (ext.)    | Wayne Black Kevin Ullyett            | Bob Bryan Mike Bryan                 | 6-4, 6-2                 | Tableau |
| 28 | 17/04/2004 | Grand-Prix Hassan II Casablanca                            | Int' Series    | 355 000 $   | Terre (ext.)    | Enzo Artoni Fernando Vicente         | Yves Allegro Michael Kohlmann        | 3-6, 6-0, 6-4            | Tableau |
| 29 | 17/05/2004 | International Raiffeisen Grand Prix Sankt Pölten           | Int' Series    | 355 000 $   | Terre (ext.)    | Mariano Hood Petr Pála               | Tomáš Cibulec Leoš Friedl            | 3-6, 7-5, 6-4            | Tableau |
| 30 | 24/05/2004 | Roland-Garros Paris                                        | G. Chelem      | 7 462 318 $ | Terre (ext.)    | Xavier Malisse Olivier Rochus        | Michaël Llodra Fabrice Santoro       | 7-5, 7-5                 | Tableau |
| 31 | 07/06/2004 | Gerry Weber Open Halle (Westf.)                            | Int' Series    | 767 000 $   | Gazon (ext.)    | Leander Paes David Rikl              | Tomáš Cibulec Petr Pála              | 6-2, 7-5                 | Tableau |
| 32 | 07/06/2004 | The Stella Artois Championships Londres                    | Int' Series    | 767 000 $   | Gazon (ext.)    | Bob Bryan Mike Bryan                 | Mark Knowles Daniel Nestor           | 6-4, 6-4                 | Tableau |
| 33 | 14/06/2004 | Ordina Open Bois-le-Duc                                    | Int' Series    | 355 000 $   | Gazon (ext.)    | Martin Damm Cyril Suk                | Lars Burgsmüller Jan Vacek           | 6-3, 67-7, 6-3           | Tableau |
| 34 | 14/06/2004 | Nottingham Open by The Sunday Telegraph Nottingham         | Int' Series    | 355 000 $   | Gazon (ext.)    | Paul Hanley Todd Woodbridge          | Rick Leach Brian MacPhie             | 6-4, 6-3                 | Tableau |
| 35 | 21/06/2004 | The Championships Wimbledon                                | G. Chelem      | 8 328 704 $ | Gazon (ext.)    | Todd Woodbridge Jonas Björkman       | Julian Knowle Nenad Zimonjić         | 6-1, 6-4, 4-6, 6-4       | Tableau |
| 36 | 05/07/2004 | Synsam Swedish Open Båstad                                 | Int' Series    | 355 000 $   | Terre (ext.)    | Mahesh Bhupathi Jonas Björkman       | Simon Aspelin Todd Perry             | 4-6, 7-62, 7-66          | Tableau |
| 37 | 05/07/2004 | Allianz Suisse Open Gstaad                                 | Int' Series    | 525 000 $   | Terre (ext.)    | Leander Paes David Rikl              | Marc Rosset Stanislas Wawrinka       | 6-4, 6-2                 | Tableau |
| 38 | 05/07/2004 | Campbell’s Hall of Fame Tennis Championships Newport (RI)  | Int' Series    | 355 000 $   | Gazon (ext.)    | Jordan Kerr Jim Thomas               | Grégory Carraz Nicolas Mahut         | 6-3, 65-7, 6-3           | Tableau |
| 39 | 12/07/2004 | The Priority Telecom Open Amersfoort                       | Int' Series    | 355 000 $   | Terre (ext.)    | Jaroslav Levinský David Škoch        | José Acasuso Luis Horna              | 6-0, 2-6, 7-5            | Tableau |
| 40 | 12/07/2004 | Mercedes-Benz Cup Los Angeles                              | Int' Series    | 355 000 $   | Dur (ext.)      | Bob Bryan Mike Bryan                 | Wayne Arthurs Paul Hanley            | 6-3, 7-66                | Tableau |
| 41 | 12/07/2004 | Mercedes Cup Stuttgart                                     | Series Gold    | 590 000 $   | Terre (ext.)    | Jiří Novák Radek Štěpánek            | Simon Aspelin Todd Perry             | 6-2, 6-4                 | Tableau |
| 42 | 19/07/2004 | RCA Championships Indianapolis                             | Int' Series    | 575 000 $   | Dur (ext.)      | Jordan Kerr Jim Thomas               | Wayne Black Kevin Ullyett            | 67-7, 7-63, 6-3          | Tableau |
| 43 | 19/07/2004 | Generali Open Kitzbühel                                    | Series Gold    | 782 828 $   | Terre (ext.)    | František Čermák Leoš Friedl         | Lucas Arnold Ker Martín García       | 6-3, 7-5                 | Tableau |
| 44 | 19/07/2004 | Croatia Open Umag                                          | Int' Series    | 375 000 $   | Terre (ext.)    | José Acasuso Flavio Saretta          | Jaroslav Levinský David Škoch        | 4-6, 6-2, 6-4            | Tableau |
| 45 | 26/08/2004 | Canada Tennis Masters Series Toronto                       | Masters Series | 2 564 000 $ | Dur (ext.)      | Mahesh Bhupathi Leander Paes         | Jonas Björkman Max Mirnyi            | 6-4, 6-2                 | Tableau |
| 46 | 02/08/2004 | Western & Southern Financial Group Masters Cincinnati      | Masters Series | 2 200 000 $ | Dur (ext.)      | Mark Knowles Daniel Nestor           | Jonas Björkman Todd Woodbridge       | 6-2, 3-6, 6-3            | Tableau |
| 47 | 09/08/2004 | Idea Prokom Open Sopot                                     | Int' Series    | 475 000 $   | Terre (ext.)    | František Čermák Leoš Friedl         | Martín García Sebastián Prieto       | 2-6, 6-2, 6-3            | Tableau |
| 48 | 16/08/2004 | Jeux olympiques Athènes                                    | J. olympiques  | NC $        | Dur (ext.)      | Fernando González Nicolás Massú      | Nicolas Kiefer Rainer Schüttler      | 6-2, 4-6, 3-6, 7-67, 6-4 | Tableau |
| 49 | 16/08/2004 | Legg Mason Tennis Classic Washington                       | Int' Series    | 475 000 $   | Dur (ext.)      | Chris Haggard Robbie Koenig          | Travis Parrott Dmitri Toursounov     | 7-63, 6-1                | Tableau |
| 50 | 23/08/2004 | TD Waterhouse Cup Long Island                              | Int' Series    | 355 000 $   | Dur (ext.)      | Antony Dupuis Michaël Llodra         | Yves Allegro Michael Kohlmann        | 6-2, 6-4                 | Tableau |
| 51 | 30/08/2004 | US Open Flushing Meadows                                   | G. Chelem      | 7 696 000 $ | Dur (ext.)      | Mark Knowles Daniel Nestor           | Leander Paes David Rikl              | 6-3, 6-3                 | Tableau |
| 52 | 13/09/2004 | China Open Pékin                                           | Int' Series    | 475 000 $   | Dur (ext.)      | Justin Gimelstob Graydon Oliver      | Alex Bogomolov Taylor Dent           | 4-6, 6-4, 7-66           | Tableau |
| 53 | 13/09/2004 | BCR Open Romania Bucarest                                  | Int' Series    | 355 000 $   | Terre (ext.)    | Lucas Arnold Ker Mariano Hood        | José Acasuso Óscar Hernández         | 7-65, 6-1                | Tableau |
| 54 | 13/09/2004 | Millennium International Tennis Championships Delray Beach | Int' Series    | 355 000 $   | Dur (ext.)      | Leander Paes Radek Štěpánek          | Gastón Etlis Martín Rodríguez        | 6-0, 6-3                 | Tableau |
| 55 | 27/09/2004 | Thailand Open Bangkok                                      | Int' Series    | 525 000 $   | Dur (int.)      | Justin Gimelstob Graydon Oliver      | Yves Allegro Roger Federer           | 5-7, 6-4, 6-4            | Tableau |
| 56 | 27/09/2004 | Campionati Internazionali di Sicilia Palerme               | Int' Series    | 355 000 $   | Terre (ext.)    | Lucas Arnold Ker Mariano Hood        | Gastón Etlis Martín Rodríguez        | 7-5, 6-2                 | Tableau |
| 57 | 27/09/2004 | Heineken Open Shanghai                                     | Int' Series    | 355 000 $   | Dur (ext.)      | Jared Palmer Pavel Vízner            | Rick Leach Brian MacPhie             | 4-6, 7-64, 7-611         | Tableau |
| 58 | 04/10/2004 | Grand Prix de tennis de Lyon Lyon                          | Int' Series    | 767 000 $   | Moquette (int.) | Jonathan Erlich Andy Ram             | Jonas Björkman Radek Štěpánek        | 7-62, 6-2                | Tableau |
| 59 | 04/10/2004 | AIG Japan Open Tennis Championships Tokyo                  | Series Gold    | 665 000 $   | Dur (ext.)      | Jared Palmer Pavel Vízner            | Jiří Novák Petr Pála                 | 5-1, ab.                 | Tableau |
| 60 | 11/10/2004 | Open de Moselle Metz                                       | Int' Series    | 355 000 $   | Dur (int.)      | Arnaud Clément Nicolas Mahut         | Ivan Ljubičić Uros Vico              | 6-2, 7-68                | Tableau |
| 61 | 11/10/2004 | Kremlin Cup Moscou                                         | Int' Series    | 975 000 $   | Moquette (int.) | Igor Andreev Nikolay Davydenko       | Mahesh Bhupathi Jonas Björkman       | 3-6, 6-3, 6-4            | Tableau |
| 62 | 11/10/2004 | BA-CA Tennis Trophy Vienne                                 | Series Gold    | 658 000 $   | Dur (int.)      | Martin Damm Cyril Suk                | Gastón Etlis Martín Rodríguez        | 64-7, 6-4, 7-64          | Tableau |
| 63 | 18/10/2004 | Masters Series Madrid Madrid                               | Masters Series | 2 200 000 $ | Dur (int.)      | Mark Knowles Daniel Nestor           | Bob Bryan Mike Bryan                 | 6-3, 6-4                 | Tableau |
| 64 | 25/10/2004 | Davidoff Swiss Indoors Basel Bâle                          | Int' Series    | 975 000 $   | Moquette (int.) | Bob Bryan Mike Bryan                 | Lucas Arnold Ker Mariano Hood        | 7-69, 6-2                | Tableau |
| 65 | 25/10/2004 | St. Petersburg Open Saint-Pétersbourg                      | Int' Series    | 975 000 $   | Moquette (int.) | Arnaud Clément Michaël Llodra        | Dominik Hrbatý Jaroslav Levinský     | 6-3, 6-2                 | Tableau |
| 66 | 25/10/2004 | If Stockholm Open Stockholm                                | Int' Series    | 625 000 $   | Dur (int.)      | Feliciano López Fernando Verdasco    | Wayne Arthurs Paul Hanley            | 6-4, 6-4                 | Tableau |
| 67 | 01/11/2004 | BNP Paribas Masters Paris                                  | Masters Series | 2 200 000 $ | Moquette (int.) | Jonas Björkman Todd Woodbridge       | Wayne Black Kevin Ullyett            | 6-3, 6-4                 | Tableau |
| 68 | 08/11/2004 | Tennis Masters Cup Houston                                 | Masters        | 3 700 000 $ | Dur (ext.)      | Bob Bryan Mike Bryan                 | Wayne Black Kevin Ullyett            | 4-6, 7-5, 6-4, 6-2       | Tableau |

### Double mixte
| No | Date       | Nom et lieu du tournoi      | Catégorie | Dotation    | Surface      | Vainqueurs                      | Finalistes                       | Score          |         |
| -- | ---------- | --------------------------- | --------- | ----------- | ------------ | ------------------------------- | -------------------------------- | -------------- | ------- |
| 1  | 19/01/2004 | Australian Open Melbourne   | G. Chelem | 6 736 438 $ | Dur (ext.)   | Elena Bovina Nenad Zimonjić     | Martina Navrátilová Leander Paes | 6-1, 7-63      | Tableau |
| 2  | 24/05/2004 | Roland-Garros Paris         | G. Chelem | 7 462 318 $ | Terre (ext.) | Tatiana Golovin Richard Gasquet | Cara Black Wayne Black           | 6-3, 6-4       | Tableau |
| 3  | 21/06/2004 | The Championships Wimbledon | G. Chelem | 8 328 704 $ | Gazon (ext.) | Cara Black Wayne Black          | Alicia Molik Todd Woodbridge     | 3-6, 7-68, 6-4 | Tableau |
| 4  | 30/08/2004 | US Open Flushing Meadows    | G. Chelem | 7 696 000 $ | Dur (ext.)   | Vera Zvonareva Bob Bryan        | Alicia Molik Todd Woodbridge     | 6-3, 6-4       | Tableau |

### Compétitions par équipes
| | Espagne | 3                         | -  | 2  | États-Unis |   |  |
| --- | ------- | ------------------------- | -- | -- | ---------- | - |  |
| Stade Olympique de Séville, Séville, Espagne |         |                           |    |    |            |   |  |
| du 3 au 5 décembre 2004 sur terre battue (int.) |         |                           |    |    |            |   |  |
| \| 1 \| \| Carlos Moyà \| 6 \| 6 \| 6 \| \| \| \| 1 \| \| Mardy Fish \| 4 \| 2 \| 3 \| \| \| \| 2 \| \| Rafael Nadal \| 6 \| 6 \| 7 \| 6 \| \| \| 2 \| \| Andy Roddick \| 7 \| 2 \| 6 \| 2 \| \| \| 3 \| \| J.C. Ferrero - T. Robredo \| 0 \| 3 \| 2 \| \| \| \| 3 \| \| Bob Bryan - Mike Bryan \| 6 \| 6 \| 6 \| \| \| \| \| \| \| \| \| \| \| \| \| 4 \| \| Carlos Moyà \| 6 \| 7 \| 7 \| \| \| \| 4 \| \| Andy Roddick \| 2 \| 61 \| 65 \| \| \| \| \| \| \| \| \| \| \| \| \| 5 \| \| Tommy Robredo \| 68 \| 2 \| \| \| \| \| 5 \| \| Mardy Fish \| 7 \| 6 \| \| \| \| \| \| \| \| \| \| \| \| \| |         |                           |    |    |            |   |  |
| 1 |         | Carlos Moyà               | 6  | 6  | 6          |   |  |
| 1 |         | Mardy Fish                | 4  | 2  | 3          |   |  |
| 2 |         | Rafael Nadal              | 6  | 6  | 7          | 6 |  |
| 2 |         | Andy Roddick              | 7  | 2  | 6          | 2 |  |
| 3 |         | J.C. Ferrero - T. Robredo | 0  | 3  | 2          |   |  |
| 3 |         | Bob Bryan - Mike Bryan    | 6  | 6  | 6          |   |  |
| |         |                           |    |    |            |   |  |
| 4 |         | Carlos Moyà               | 6  | 7  | 7          |   |  |
| 4 |         | Andy Roddick              | 2  | 61 | 65         |   |  |
| |         |                           |    |    |            |   |  |
| 5 |         | Tommy Robredo             | 68 | 2  |            |   |  |
| 5 |         | Mardy Fish                | 7  | 6  |            |   |  |
| |         |                           |    |    |            |   |  |

| 1 |  | Carlos Moyà               | 6  | 6  | 6  |   |  |
| 1 |  | Mardy Fish                | 4  | 2  | 3  |   |  |
| 2 |  | Rafael Nadal              | 6  | 6  | 7  | 6 |  |
| 2 |  | Andy Roddick              | 7  | 2  | 6  | 2 |  |
| 3 |  | J.C. Ferrero - T. Robredo | 0  | 3  | 2  |   |  |
| 3 |  | Bob Bryan - Mike Bryan    | 6  | 6  | 6  |   |  |
|   |  |                           |    |    |    |   |  |
| 4 |  | Carlos Moyà               | 6  | 7  | 7  |   |  |
| 4 |  | Andy Roddick              | 2  | 61 | 65 |   |  |
|   |  |                           |    |    |    |   |  |
| 5 |  | Tommy Robredo             | 68 | 2  |    |   |  |
| 5 |  | Mardy Fish                | 7  | 6  |    |   |  |
|   |  |                           |    |    |    |   |  |

|  | Équipe 1   | Score | Équipe 2  |  |
|  | États-Unis | 2 – 1 | Slovaquie |  |

| Ordre des matchs | Joueurs                           | Points au premier set | Points au second set | Points au troisième set |
| ---------------- | --------------------------------- | --------------------- | -------------------- | ----------------------- |
| 1                | Lindsay Davenport                 | 6                     | 6                    |                         |
| 1                | Daniela Hantuchová                | 3                     | 1                    |                         |
|                  |                                   |                       |                      |                         |
| 2                | James Blake                       | 6                     | 4                    | 65                      |
| 2                | Karol Kučera                      | 4                     | 6                    | 7                       |
|                  |                                   |                       |                      |                         |
| 3                | Lindsay Davenport - James Blake   | 6                     | 6                    |                         |
| 3                | Daniela Hantuchová - Karol Kučera | 2                     | 3                    |                         |

|  | Équipe 1 | Score | Équipe 2  |  |
|  | Chili    | 2 – 1 | Australie |  |

| Ordre des matchs | Joueurs                       | Points au premier set | Points au second set | Points au troisième set |
| ---------------- | ----------------------------- | --------------------- | -------------------- | ----------------------- |
| 1                | Fernando González             | 7                     | 6                    |                         |
| 1                | Lleyton Hewitt                | 5                     | 2                    |                         |
|                  |                               |                       |                      |                         |
| 2                | Nicolás Massú                 | 6                     | 6                    |                         |
| 2                | Mark Philippoussis            | 3                     | 1                    |                         |
|                  |                               |                       |                      |                         |
| 3 (sans enjeu)   | Nicolás Massú - Adrián García | 4                     | 4                    |                         |
| 3 (sans enjeu)   | Wayne Arthurs - Paul Hanley   | 6                     | 6                    |                         |

## Informations statistiques
Les tournois sont listés par ordre chronologique. Juan Ignacio Chela remporte Estoril en simple et en double.

### En simple
| Joueur              | Nombre | Titre(s) |
| Roger Federer       | 11     | Open d'Australie, Dubaï, Indian Wells, Hambourg, Halle 'Wimbledon, Gstaad, Toronto, US Open, Bangkok & Masters |
| Andy Roddick        | 4      | San José, Miami, Queen's& Indianapolis                                                                         |
| Lleyton Hewitt      | 4      | Sydney, Rotterdam, Washington & Long Island                                                                    |
| Guillermo Cañas     | 3      | Stuttgart, Umag & Shanghai                                                                                     |
| Marat Safin         | 3      | Pékin, Madrid & Paris-Bercy                                                                                    |
| Carlos Moyà         | 3      | Chennai, Acapulco & Rome                                                                                       |
| Dominik Hrbatý      | 3      | Adélaïde, Auckland & Marseille                                                                                 |
| Nicolás Massú       | 2      | Kitzbühel & Jeux Olympiques                                                                                    |
| Guillermo Coria     | 2      | Buenos Aires & Monte-Carlo                                                                                     |
| Tommy Haas          | 2      | Houston & Los Angeles                                                                                          |
| Jiří Novák          | 2      | Tokyo & Bâle                                                                                                   |
| Nikolay Davydenko   | 2      | Munich, Moscou                                                                                                 |
| Andre Agassi        | 1      | Cincinnati |
| Feliciano López     | 1      | Vienne |
| Gustavo Kuerten     | 1      | Costa do Sauípe                                                                                                |
| Gastón Gaudio       | 1      | Roland Garros                                                                                                  |
| José Acasuso        | 1      | Bucarest |
| Juan Ignacio Chela  | 1      | Estoril |
| Mariano Zabaleta    | 1      | Båstad |
| Ricardo Mello       | 1      | Delray Beach                                                                                                   |
| Fernando González   | 1      | Viña del Mar                                                                                                   |
| Fernando Verdasco   | 1      | Valence |
| Rafael Nadal        | 1      | Sopot |
| Santiago Ventura    | 1      | Casablanca |
| Tommy Robredo       | 1      | Barcelone |
| Vincent Spadea      | 1      | Scottsdale |
| Antony Dupuis       | 1      | Milan |
| Michaël Llodra      | 1      | Bois-le-Duc |
| Nicolas Escudé      | 1      | Doha |
| Filippo Volandri    | 1      | Sankt Pölten                                                                                                   |
| Martin Verkerk      | 1      | Amersfoort |
| Tomáš Berdych       | 1      | Palerme |
| Greg Rusedski       | 1      | Newport |
| Mikhail Youzhny     | 1      | Saint-Pétersbourg                                                                                              |
| Joachim Johansson   | 1      | Memphis |
| Robin Söderling     | 1      | Lyon |
| Thomas Johansson    | 1      | Stockholm |
| Paradorn Srichaphan | 1      | Nottingham |

| Joueur            | Début de carrière | Premier titre |
| Tomáš Berdych     | 2002              | Palerme       |
| Rafael Nadal      | 2001              | Sopot         |
| Santiago Ventura  | 2001              | Casablanca    |
| Fernando Verdasco | 2001              | Valence       |
| Robin Söderling   | 2001              | Lyon          |
| Joachim Johansson | 2000              | Stockholm     |
| Michaël Llodra    | 1999              | Bois-le-Duc   |
| Ricardo Mello     | 1999              | Delray Beach  |
| Filippo Volandri  | 1998              | Sankt Pölten  |
| Jérôme Haehnel    | 1998              | Metz          |
| Feliciano López   | 1997              | Vienne        |
| Vincent Spadea    | 1993              | Scottsdale    |
| Antony Dupuis     | 1992              | Milan         |
| Filippo Volandri  | 1998              | Sankt Pölten  |

### En double
| Joueur                           | Nombre | Titre(s)                                                          |
| Bob Bryan Mike Bryan             | 7      | Adélaïde, Memphis, Acapulco, Queen's, Los Angeles, Bâle & Masters |
| Mark Knowles Daniel Nestor       | 5      | Marseille, Barcelone, Cincinnati, US Open & Madrid                |
| Mahesh Bhupathi                  | 5      | Auckland, Dubaï, Rome, Båstad & Toronto                           |
| Todd Woodbridge                  | 4      | Sydney, Nottingham, Wimbledon & Paris-Bercy                       |
| Mariano Hood                     | 4      | Buenos Aires, Sankt Pölten, Bucarest & Palerme                    |
| Jonas Björkman                   | 4      | Sydney, Wimbledon, Båstad & Paris-Bercy                           |
| Leander Paes                     | 4      | Halle, Gstaad, Toronto & Delray Beach                             |
| Michaël Llodra                   | 3      | Open d'Australie, Long Island & Saint-Pétersbourg                 |
| Fabrice Santoro                  | 3      | Auckland, Open d'Australie & Dubaï                                |
| Radek Štěpánek                   | 3      | Rotterdam, Stuttgart & Delray Beach                               |
| Lucas Arnold Ker                 | 3      | Buenos Aires, Bucarest & Palerme                                  |
| James Blake                      | 3      | San José, Houston & Munich                                        |
| Jared Palmer Pavel Vízner        | 3      | Milan, Shanghai & Tokyo                                           |
| Arnaud Clément                   | 3      | Indian Wells, Metz & Saint-Pétersbourg                            |
| Martin Damm Cyril Suk            | 3      | Doha, Bois-le-Duc & Vienne                                        |
| Wayne Black Kevin Ullyett        | 2      | Miami & Hambourg                                                  |
| Juan Ignacio Chela Gastón Gaudio | 2      | Viña del Mar & Estoril                                            |
| Jordan Kerr Jim Thomas           | 2      | Newport & Indianapolis                                            |
| Paul Hanley                      | 2      | Rotterdam & Nottingham                                            |
| Mardy Fish                       | 2      | San José & Houston                                                |
| Justin Gimelstob Graydon Oliver  | 2      | Pékin & Bangkok                                                   |
| David Rikl                       | 2      | Halle & Gstaad                                                    |
| František Čermák Leoš Friedl     | 2      | Kitzbühel & Sopot                                                 |

| Joueur             | Début de carrière | Premier titre   |
| Igor Andreev       | 2002              | Moscou          |
| Fernando Verdasco  | 2001              | Stockholm       |
| José Acasuso       | 1999              | Umag            |
| Fernando González  | 1999              | Jeux Olympiques |
| Olivier Rochus     | 1999              | Roland Garros   |
| Jaroslav Levinský  | 1999              | Amersfoort      |
| Nikolay Davydenko  | 1999              | Moscou          |
| Xavier Malisse     | 1998              | Roland Garros   |
| Flavio Saretta     | 1998              | Umag            |
| Juan Ignacio Chela | 1998              | Viña del Mar    |
| Tommy Robredo      | 1998              | Chennai         |
| Nicolás Massú      | 1997              | Jeux Olympiques |
| Feliciano López    | 1997              | Stockholm       |
| Gastón Gaudio      | 1996              | Viña del Mar    |
| Fernando Vicente   | 1996              | Casablanca      |
| David Škoch        | 1994              | Amersfoort      |
| Antony Dupuis      | 1992              | Long Island     |